# João Havelange
Jean-Marie Faustin Godefroid «João» Havelange (pronunciación en portugués: /ʒuˈɐ̃w aviˈlɐ̃ʒi/, pronunciación en francés: /ʒɑ̃ maʁi fostɛ̃ ɡɔdfʁwa də avlɑ̃ʒ/; Río de Janeiro, 8 de mayo de 1916-Río de Janeiro, 16 de agosto de 2016) fue un abogado, empresario y dirigente deportivo brasileño que se desempeñó como el 7.º presidente de la FIFA desde 1974 hasta 1998. Su mandato como presidente es el segundo más largo en la historia de la FIFA, después del de Jules Rimet.
Al dejar el cargo de presidente de la FIFA, recibió el título de presidente honorario, aunque renunció a este en abril de 2013. Fue precedido por Stanley Rous y sucedido por Joseph Blatter. Havelange también fue miembro del Comité Olímpico Internacional (COI) desde 1963 hasta 2011, siendo el miembro activo con mayor tiempo de servicio al momento de su renuncia. En julio de 2012, un informe de un fiscal suizo reveló que, durante su tiempo en el Comité Ejecutivo de la FIFA, él y su yerno Ricardo Teixeira recibieron más de 41 millones de francos suizos (21 millones de libras esterlinas) en sobornos relacionados con la concesión de derechos de comercialización de la Copa Mundial de la FIFA.[cita requerida]
Tuvo como aliado al peruano Teófilo Salinas Fuller para ser elegido presidente de la FIFA en 1974. El peruano viajó a África y Asia, donde consiguió los votos necesarios para que el brasileño asumiera la FIFA. Sin embargo, la relación de amistad entre Havelange y Salinas se quebró en 1986, cuando el brasileño le retiró el apoyo y nominó al paraguayo Nicolás Leoz para asumir la presidencia de la Confederación Sudamericana de Fútbol (Conmebol).

## Infancia y educación
João Havelange nació el 8 de mayo de 1916 en Río de Janeiro, en el seno de una familia acomodada originaria de Valonia. Su padre, Faustin Havelange, había emigrado a Brasil desde Lieja, Bélgica, donde trabajó como traficante de armas y poseía una gran hacienda que abarcaba las actuales zonas de Laranjeiras, Cosme Velho y Santa Teresa. Excelente estudiante, Havelange fue aceptado en la Facultad de Derecho de la Universidad Federal Fluminense, de la cual se graduó a los 24 años con un título en licenciatura en derecho.
Trabajó como asesor jurídico para la empresa de autobuses Auto Viação Jabaquara y posteriormente asumió el cargo de presidente-director de otra compañía de autobuses, Viação Cometa S/A. También fue socio principal de la empresa química y metalúrgica Orwec Química e Metalurgia Ltda.
Apasionado por los deportes desde su infancia, Havelange compitió a los 20 años como nadador en los Juegos Olímpicos de Berlín 1936, aunque no logró avanzar más allá de las rondas preliminares en las pruebas de 400 m y 1500 m estilo libre. Además, formó parte del equipo brasileño de waterpolo que obtuvo el 13.º lugar en los Juegos Olímpicos de Helsinki 1952. En los Juegos Olímpicos de Melbourne 1956, desempeñó el rol de jefe de misión de la delegación brasileña.

## Carrera como deportista y dirigente
En su juventud triunfó en varios deportes, tales como waterpolo y natación, llegando a competir como nadador en los Juegos Olímpicos de 1936 en Berlín. Compitió también en el equipo brasileño de waterpolo en los Juegos Olímpicos de 1952, en Helsinki, siendo expresidente del Fluminense Football Club. Desde 1963, João Havelange fue miembro del Comité Olímpico Internacional. Anteriormente a su labor como dirigente deportivo se dedicaba a comerciar con armamento, como su padre.
Entre 1958 y 1975, João Havelange sirvió como presidente de la Confederación Brasileña de Deportes (CBD), y entre 1955 y 1963 fue miembro del Comité Olímpico Brasileño. En junio de 1974, ocupó el cargo de presidente de la FIFA, destacando en ese puesto por la masiva extensión del fútbol en todo el mundo, así como por el incremento de los ingresos obtenidos por la FIFA como entidad rectora del fútbol y administradora de las actividades comerciales referidas a la Copa Mundial de Fútbol.

## Presidente de la FIFA (1974-98)

### Campaña para presidente de la FIFA
«El señor Havelange está llevando a cabo una campaña política como si se postulara para presidente de los Estados Unidos».
—Stanley Rous, presidente de la FIFA (1961-74)
En 1963, el locutor Oduvaldo Cozzi sugirió a João Havelange la posibilidad de postularse a la presidencia de la FIFA.
En 1968, Havelange organizó el partido amistoso Atlético Mineiro 3-2 Yugoslavia con el propósito de permitir que jugadores yugoslavos sancionados regularizaran su situación competitiva y pudieran participar en la Eurocopa 1968.
En 1972, promovió la Copa Independencia de Brasil, evento central de la conmemoración del 150.º aniversario de la independencia del país. El torneo generó un déficit de R$ 15.736.071,20 (aproximadamente USD 20 millones en 2024), lo que llevó a la Confederación Brasileña de Deportes (CBD) a recurrir a préstamos bancarios. En respuesta, el diputado federal Maurício Toledo (Arena-SP) solicitó la apertura de una Comisión Parlamentaria de Investigación para examinar los daños financieros a la entidad.
El 6 de junio de 1973, en un partido amistoso disputado en Túnez, Brasil venció a la selección local por 4-1. La CBD redujo los honorarios del equipo de USD 50 a 30 mil dólares, con el objetivo de obtener el respaldo de la Federación Tunecina de Fútbol en la votación presidencial de la FIFA.
En la elección, Havelange obtuvo 62 votos contra 56 en la primera ronda, sin alcanzar los dos tercios requeridos por el estatuto. En la segunda vuelta, fue electo con 68 votos frente a 52.

### Periodo como presidente de la FIFA
Durante el mandato de Havelange, la FIFA adoptó una conducta empresarial y comercial respecto a los torneos internacionales de fútbol, promoviendo la oferta publicitaria en los estadios, publicidad en ropas deportivas y también en las transmisiones televisivas de la Copa Mundial de Fútbol, ganando la FIFA elevadas rentas con ello.
Para ello, Havelange creó un «triunvirato» con el alemán Horst Dassler (presidente de la compañía Adidas) y el empresario británico Patrick Nally, promoviendo agresivamente el mercadeo de la Copa Mundial de Fútbol.

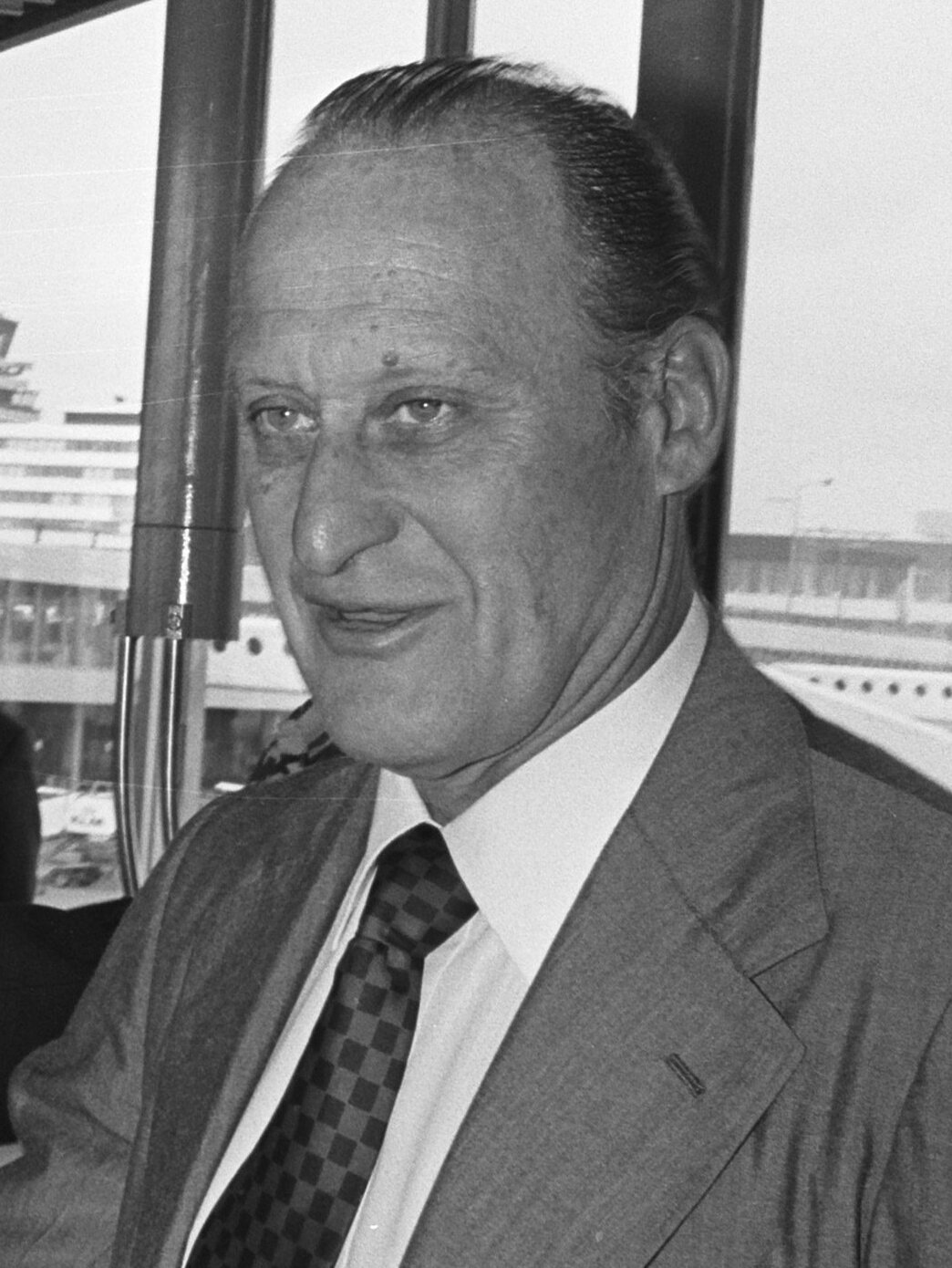
Havelange en 1975.

Consiguió que grandes marcas mundiales, como Coca-Cola, Kodak, Visa o la misma Adidas, fueran patrocinadoras de la Copa Mundial a cambio de un virtual monopolio publicitario. La propia Adidas aprovechó el informal «respaldo» de la FIFA para contratar el suministro de ropas deportivas a casi todas las selecciones de fútbol del planeta.
Asimismo, Havelange dedicó sus esfuerzos a promover el fútbol profesional en todo el mundo, y a elevar su nivel como espectáculo en los campeonatos internacionales, convirtiéndolo en un medio para asegurar a la FIFA las rentas por transmisiones televisivas, que ahora se disputan fuertemente ciertas cadenas televisivas internacionales. A partir de la gestión de Havelange, los ingresos principales de la FIFA nunca más estarían formados por las entradas a los partidos de fútbol, sino por los importes recibidos a cambio de derechos exclusivos de transmisiones por televisión y por la publicidad (dentro y fuera de los estadios) en los torneos internacionales promovidos por la FIFA (Copa América, Eurocopa, entre otros).
Con vistas a sustentar el crecimiento del fútbol como empresa bajo la gestión de la FIFA, Havelange promovió la creación de nuevos torneos y modalidades de fútbol, cada vez más espectaculares, donde se podía colocar publicidad comercial y conseguir transmisiones televisivas. Gracias a este impulso se crearon en la década de 1980 el campeonato mundial de fútbol femenino, los campeonatos juveniles para menores de 20 años, y en la década de 1990 el campeonato mundial de clubes y los campeonatos entre confederaciones. Esto implicaba mayores ingresos de dinero para la FIFA por transmisiones televisivas y publicidad, además de estimular un mayor interés por el fútbol en todo el mundo.
Durante la gestión de Havelange se cambió asimismo el sistema de clasificaciones para la Copa Mundial de Fútbol y se regularon detalladamente con los países anfitriones los ingresos que corresponden a la FIFA por la organización del torneo. Así, en Argentina 1978 participaron 16 equipos, pero en España 1982 ya competían 24 equipos, con una mayor presencia de escuadras de África y Asia, que ahora gozan de un sistema de clasificaciones directas y más plazas reservadas en el torneo.
Precisamente, en el mandato de Havelange se hace un esfuerzo mayor de la FIFA para colocar el fútbol como deporte masivo en países que carecen de tradición futbolística, pero cuya población goza de un elevado poder adquisitivo, lo cual se traduce en mayores ingresos para la FIFA si se logra extender a estos mercados las transmisiones televisivas de partidos de fútbol y la publicidad unida a ellas, tanto la derivada del juego como de la promoción de deportistas destacados.

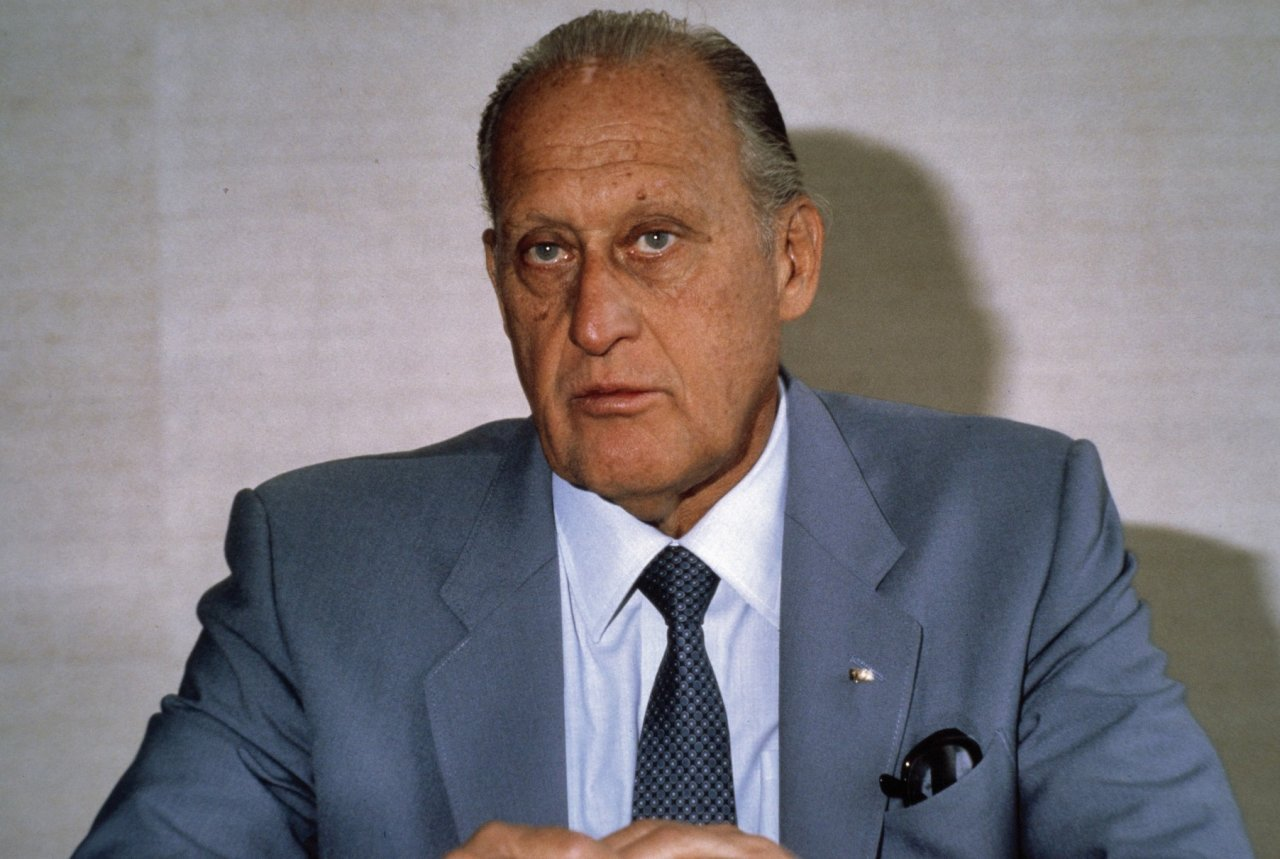
Havelange en 1982, durante su presidencia de la FIFA

Basándose en esa estrategia de mercadeo, Havelange promueve la penetración del fútbol en países que forman grandes «mercados de consumo», donde antes este deporte era muy poco difundido o tenía escasa importancia. Un caso evidente fue el de Estados Unidos, donde la estrategia de mercadeo incluyó contratos de la FIFA con McDonald's para lograr una mayor penetración. Incluso Havelange auspició que EE. UU. organizara el Mundial de 1994. Idéntica táctica se siguió en China, India, Japón y Corea del Sur, patrocinando Havelange también que, siguiendo el ejemplo de lo sucedido en 1994, la Copa Mundial de 2002 se celebrase en Japón y Corea del Sur de modo conjunto (como en efecto sucedió). Havelange declinó seguir como presidente de la FIFA en 1998, recomendando la elección como sucesor del suizo Joseph Blatter, asesor principal del propio Havelange en la FIFA durante casi una década.
En 1998, fue elegido presidente honorario de la FIFA, pero no postuló a un nuevo periodo, siendo elegido como su sucesor el suizo Joseph Blatter.

## Condecoraciones
- Caballero de la Legion d'Honneur, en Francia;
- Orden del Mérito Especial en Deportes, en Brasil;
- Comandante de los Caballeros de la Orden del Infante Don Enrique, en Portugal;
- Caballero de la Orden de Vasa, en Suecia;
- Gran Cruz de Isabel la Católica, en España.

## Después de la FIFA
João Havelange residió con su familia en Río de Janeiro. Trabajó para Auto Viação Jabaquara, una compañía de buses. Ejerció como presidente y director de Viação Cometa S/A, otra compañía de buses, y fue socio mayoritario de Orwec Química e Metalurgia Ltda.
El Campeonato Brasileño de Fútbol 2000, ganado por Vasco da Gama, y organizado por Clube dos 13 (que es una asociación de los equipos brasileños más tradicionales), fue llamado Copa João Havelange. También fue construido un nuevo estadio en Río de Janeiro para los Juegos Panamericanos de 2007. El estadio se llama Estádio Olímpico João Havelange en tributo a él. El nombre formal del Estádio Municipal Parque do Sabiá también lleva su nombre.
Aquejado por una neumonía, Havelange falleció el 16 de agosto de 2016 en el Hospital Samaritano de Río de Janeiro. Poco más de tres meses después de haber cumplido cien años de edad.

## Acusaciones
Havelange fue acusado innumerables veces de diferentes actos ilegales, entre los que figuran tráfico ilegal de armas, obtener rentas del tráfico de drogas, y cobro de pagos ilegales en efectivo. Por estos hechos fue incluso interpelado e interrogado por el parlamento de su país.
Estuvo también involucrado en la expansión de la Serie A brasileña de 20 a 24 equipos en la temporada de 1997. Algunos señalan que esta medida fue influenciada por el propio Havelange para conseguir que su club favorito, el Fluminense, no jugase en la segunda división nacional.[cita requerida]
En abril de 2013, Havelange dimitió como presidente honorario de la FIFA después de que el comité de ética de este organismo concluyera que recibió sobornos durante su etapa como presidente en el llamado escándalo ISL. Este escándalo estalló en 2012, cuando la cadena británica BBC aseguró en un reportaje que la empresa de mercadotecnia International Sport and Leisure (ISL) había obtenido los derechos para varios mundiales de fútbol, antes de su liquidación en 2001, pagando sobornos de varios millones de dólares a altos dirigentes de la FIFA y de confederaciones continentales. Por cuanto que, desde inicios de la década de 1980, ISL era la empresa encargada de administrar los asuntos de publicidad y mercadeo de la Copa Mundial.

## En la cultura popular
João Havelange es interpretado por Sam Neill en la película United Passions (2014) que narra la historia de la FIFA.
Es mencionado en la canción «Maradó» del grupo musical argentino, Los Piojos, incluida en el disco 3er arco del año 1996.
João Havelange es interpretado por Albano Jerónimo en la serie de Amazon Prime, El presidente (segunda temporada; 2022), una sátira de la corrupción dentro del mundo del fútbol y los orígenes de la transformación de la FIFA. De ser una simple organización a convertirse en un poder comercial y político.

## Recepción
El 9 de junio de 1998, cuando Havelange dejaba la FIFA y antes de que estallaran la mayoría de las controversias en su contra, The New York Times comentó sobre su liderazgo:
«[Havelange] dirigió la FIFA, como se conoce a la federación mundial de fútbol, con una combinación de rigidez autocrática y reformas progresistas. En sus 24 años como presidente de la FIFA, se le atribuyó haber transformado la organización con sede en Zúrich de una operación incipiente en una residencia privada en una potencia mundial que supervisa una industria internacional de 250 mil millones de dólares anuales. Con Blatter a su lado durante 17 años implementando sus programas como secretario general de la FIFA, Havelange aumentó el tamaño del Mundial de 16 a 32 equipos, introdujo una Copa del Mundo femenina, aseguró un lugar para el fútbol femenino en los Juegos Olímpicos de Verano y fortaleció los ingresos por marketing y derechos de televisión hasta el punto de que cada una de las 204 federaciones nacionales de la FIFA recibirá un millón de dólares del Mundial de 1998». —The New York Times

## Problemas de salud y fallecimiento
En marzo y abril de 2012, Havelange fue hospitalizado en Río de Janeiro debido a una infección grave en el tobillo derecho, lo que requirió su ingreso en la unidad de cuidados intensivos.
En abril de 2013, renunció a su cargo de presidente honorario de la FIFA por «motivos de salud y razones personales».
En junio de 2014, fue nuevamente hospitalizado por una infección pulmonar, y en noviembre de 2015, por problemas respiratorios.
Falleció a las 5:00 (UTC-3) del 16 de agosto de 2016, a los 100 años, en Río de Janeiro, durante los Juegos Olímpicos de Verano 2016, que se celebraban en la ciudad.